# 金溧宜武丹五县联合政府
金溧宜武丹五县联合政府，全称金坛、溧阳、宜兴、武进、丹阳五县抗日联合政府，1941年3月成立，诸葛慎任县长，1941年7月撤销。

## 历史
1941年初，中国共产党苏皖区委员会在苏南敌后抗日游击根据地成立了武进县、丹阳县（后改为山南县）、江阴县（后改为澄西县）、镇江县（后改为茅东县）、武南县、溧阳县、金坛县、长滆县抗日民主政府，以及锡宜武三县行政委员会和丹金武行政办事处等抗日民主政权。
1941年3月28日，金坛、丹阳、武进、宜兴、溧阳五县抗日联合政府在金坛县儒林乡塘头村成立，诸葛慎任县长兼民众抗敌自卫团团长，李钊任副县长兼军事科长。同时，召开联合政府参议会，吸收各界人士代表参加治政，诸葛慎被推选为参议长，沈菊神为副参议长。五县联合政府下辖12个区政府。
1941年7月，国民政府江苏省保安第九旅的三个团向侵华日军投降，进驻长荡湖、滆湖一带地区。原在长滆地区活动的新四军部队转往丹金武地区，金溧宜武丹五县联合政府撤销。后在长滆地区成立了长滆县抗日民主政府，诸葛慎任县长。

## 下辖政权
| 原县域  | 区政府     | 区长   | 信息来源 |
| ------- | ---------- | ------ | -------- |
| 武进县  | 东安区政府 | 朱小龙 | [ 7 ]    |
| 武进县  | 夏庄区政府 | 褚大鹏 | [ 7 ]    |
| 武进县  | 成章区政府 | 赵勃然 | [ 7 ]    |
| 其他4县 | 9个区政府  |        | [ 7 ]    |

## 相关
1942年被日军杀害，2014年被中华人民共和国民政部列入《第一批著名抗日英烈和英雄群体名录》的林心平曾担任金坛、溧阳、宜兴、武进、丹阳五县抗日联合政府文教科科长。

## 备注
1. ↑  锡宜武至无锡、宜兴、武进三县
2. ↑  丹金武指丹阳、金坛、武进三县